# 니다벨리르
니다벨리르(고대 노르드어: Niðavellir)는 노르드 신화에서 드베르그들이 사는 곳이다. 흐레이드마르가 니다벨리르의 왕이다.